# یاگورو
یاگورو (به اسپانیایی: Yaguarú) یک منطقهٔ مسکونی در بولیوی است که در استان گوآرایوس واقع شده‌است.